# Coppa del Baltico
La Coppa del Baltico (in estone Balti turniir, in lettone Baltijas kauss, in lituano Baltijos taurė) è una competizione calcistica per squadre nazionali che si disputa con cadenza biennale tra le formazioni di Estonia, Lettonia, Lituania. Eccezionalmente viene invitata una quarta nazionale: la Finlandia nel 2012 e nel 2014, l'Islanda nel 2022, e le isole Fær Øer nel 2024.

## Storia

### Epoca pre sovietica
La prima edizione del torneo venne organizzata nel 1928 e fu disputata con cadenza annuale fino al 1933, quando Estonia e Lituania non riconobbero la vittoria della Lettonia: per questa ragione l'edizione 1934 non fu disputata. Ripreso regolarmente nel 1935, il torneo fu sospeso nel 1939 a causa di una disputa tra Lituania e Lettonia avvenuta a seguito di una partita di basket. L'anno successivo il torneo fu definitivamente soppresso a causa dell'annessione dei Paesi Baltici all'Unione Sovietica.
Questa prima fase del torneo vide un sostanziale dominio della Lettonia che vinse 5 tornei su 10 e nelle restanti 5 occasioni finì seconda.

### Epoca sovietica
In epoca sovietica il torneo, non ufficialmente riconosciuto, fu disputato con cadenza non regolare, spesso tra formazioni B delle nazionali e con il coinvolgimento in tre circostanze della selezione della RSS Bielorussa. Il primo di questi tornei fu disputato nel 1940 e vide l'affermazione della Lettonia, l'ultimo nel 1976, conclusosi sempre con la vittoria lettone.

### Epoca post sovietica
Nel 1991 il torneo riprese ad essere disputato ufficialmente (anche se l'edizione 1991 non fu effettivamente riconosciuto in quanto Estonia e Lettonia non erano ancora affiliate alla FIFA) e con cadenza annuale fino al 1998. Dopo due anni di stop il torneo riprese con cadenza biennale, con le eccezioni del 2005 (quando al torneo non partecipò l'Estonia) e del 2007, anno in cui la coppa non fu disputata, facendo slittare la cadenza agli anni pari.
In questa seconda fase la Lituania si affermò come principale rivale della Lettonia, vincendo 7 trofei su 13 (8 su 14 contando l'edizione del 1991), mentre l'Estonia non riuscì a vincere alcun torneo.
Nel 2012 per la prima volta partecipò anche la Finlandia.

## Formula
Fino al 2012 il torneo era organizzato come girone unico, in cui le tre formazioni partecipanti si incontravano tra di loro in gara unica, per un totale di tre incontri totali (due per squadra) tutti disputati nel medesimo stadio (che ruota a turno in ciascuna delle tra nazioni) nello spazio di tre o quattro giorni. In casi eccezionali il torneo si è disputato in impianti differenti (1932, 1995 e 2003) o in nazioni differenti (1998); in un caso è stato necessario uno spareggio (1937), mentre nel 2005 si giocò un'unica gara per la defezione dell'Estonia.
Nel 2012, con l'arrivo della Finlandia, si è disputato un mini torneo ad eliminazione diretta, con semifinali e finali, disputati in due città differenti.

## Albo d'oro
| Anno | Vincitore | Secondo posto | Capocannoniere                                         |
| ---- | --------- | ------------- | ------------------------------------------------------ |
| 1928 | Lettonia  | Estonia       | Arnold Pihlak (3)                                      |
| 1929 | Estonia   | Lettonia      | Voldemārs Plade, Eugen Einman, Eduard Ellman-Eelma (3) |
| 1930 | Lituania  | Lettonia      | Ēriks Pētersons (4)                                    |
| 1931 | Estonia   | Lettonia      | Eduard Ellman-Eelma, Friedrich Karm (2)                |
| 1932 | Lettonia  | Lituania      | Alberts Šeibelis (2)                                   |
| 1933 | Lettonia  | Lituania      | Ēriks Pētersons (2)                                    |
| 1935 | Lituania  | Lettonia      | Antanas Lingis, Iļja Vestermans (2)                    |
| 1936 | Lettonia  | Estonia       | Alberts Šeibelis (2)                                   |
| 1937 | Lettonia  | Estonia       | Iļja Vestermans (3)                                    |
| 1938 | Estonia   | Lettonia      | Ralf Veidemann (2)                                     |
| 1991 | Lituania  | Lettonia      | Ciascun marcatore segnò una rete                       |
| 1992 | Lituania  | Lettonia      | Virginijus Baltušnikas (3)                             |
| 1993 | Lettonia  | Estonia       | Ciascun marcatore segnò una rete                       |
| 1994 | Lituania  | Lettonia      | Valdas Ivanauskas (2)                                  |
| 1995 | Lettonia  | Lituania      | Ciascun marcatore segnò una rete                       |
| 1996 | Lituania  | Estonia       | Ciascun marcatore segnò una rete                       |
| 1997 | Lituania  | Lettonia      | Ciascun marcatore segnò una rete                       |
| 1998 | Lituania  | Lettonia      | Ciascun marcatore segnò una rete                       |
| 2001 | Lettonia  | Lituania      | Marians Pahars, Vladimirs Koļesņičenko (2)             |
| 2003 | Lettonia  | Lituania      | Ciascun marcatore segnò una rete                       |
| 2005 | Lituania  | Lettonia      | Igoris Morinas (2)                                     |
| 2008 | Lettonia  | Lituania      | Ciascun marcatore segnò una rete                       |
| 2010 | Lituania  | Lettonia      | Ciascun marcatore segnò una rete                       |
| 2012 | Lettonia  | Finlandia     | Edgars Gauračs (3)                                     |
| 2014 | Lettonia  | Lituania      | Ciascun marcatore segnò una rete                       |
| 2016 | Lettonia  | Lituania      | Fiodor Černych (2)                                     |
| 2018 | Lettonia  | Estonia       | Ciascun marcatore segnò una rete                       |
| 2020 | Estonia   | Lettonia      | Mattias Käit (2)                                       |
| 2022 | Islanda   | Lettonia      | Sergei Zenjov (2)                                      |
| 2024 | Estonia   | Lituania      | Ciascun marcatore ha segnato una rete                  |

## Vittorie per nazione
| Nazione   | Vittorie | Secondi posti |
| --------- | -------- | ------------- |
| Lettonia  | 14       | 14            |
| Lituania  | 10       | 9             |
| Estonia   | 5        | 6             |
| Islanda   | 1        | 0             |
| Finlandia | 0        | 1             |
| Fær Øer   | 0        | 0             |